# Rövareberget
Rövareberget är ett naturreservat i Norrköpings kommun i Östergötlands län.
Området är naturskyddat sedan 2015 och är 45 hektar stort. Reservatet ligger vid nordöstra stranden av sjön Svängbågen. Reservatet består av blandskogar, gamla björkhagar, gammal hällmarkstallskog och några äldre granbestånd.